# Finala Ligii Campionilor 2003
Finala Ligii Campionilor 2003 s-a jucat pe stadionul echipei Manchester United, Old Trafford. Omul meciului a fost Paolo Maldini.

## Detaliile meciului
| Juventus                                                | 0–0 (d.p.)         | Milan                                             |
| ------------------------------------------------------- | ------------------ | ------------------------------------------------- |
|                                                         | Raport MatchCentre |                                                   |
| Trezeguet · Birindelli · Zalayeta · Montero · Del Piero | 2–3                | Serginho · Seedorf · Kaladze · Nesta · Shevchenko |

| Juventus | Milan |

| JUVENTUS:      |    |                          |      |     |
|                |    |                          |      |     |
| GK             | 1  | Gianluigi Buffon         |      |     |
| RB             | 21 | Lilian Thuram            |      |     |
| CB             | 2  | Ciro Ferrara             |      |     |
| CB             | 5  | Igor Tudor               |      | 42' |
| LB             | 4  | Paolo Montero            |      |     |
| RM             | 16 | Mauro Camoranesi         |      | 46' |
| CM             | 3  | Alessio Tacchinardi      | 69'  |     |
| CM             | 26 | Edgar Davids             |      | 65' |
| LM             | 19 | Gianluca Zambrotta       |      |     |
| CF             | 17 | David Trezeguet          |      |     |
| CF             | 10 | Alessandro Del Piero (c) | 111' |     |
| Rezerve:       |    |                          |      |     |
| GK             | 12 | Antonio Chimenti         |      |     |
| DF             | 7  | Gianluca Pessotto        |      |     |
| DF             | 13 | Mark Iuliano             |      |     |
| MF             | 8  | Antonio Conte            |      | 46' |
| MF             | 15 | Alessandro Birindelli    |      | 42' |
| FW             | 24 | Marco Di Vaio            |      |     |
| FW             | 25 | Marcelo Zalayeta         |      | 65' |
| Antrenor:      |    |                          |      |     |
| Marcello Lippi |    |                          |      |     |

| MILAN:          |    |                       |     |     |
|                 |    |                       |     |     |
| GK              | 12 | Dida                  |     |     |
| RB              | 19 | Alessandro Costacurta | 18' | 66' |
| CB              | 13 | Alessandro Nesta      |     |     |
| CB              | 3  | Paolo Maldini (c)     |     |     |
| LB              | 4  | Kakhaber Kaladze      |     |     |
| CM              | 8  | Gennaro Gattuso       |     |     |
| CM              | 21 | Andrea Pirlo          |     | 71' |
| CM              | 20 | Clarence Seedorf      |     |     |
| AM              | 10 | Rui Costa             |     | 87' |
| CF              | 7  | Andriy Shevchenko     |     |     |
| CF              | 9  | Filippo Inzaghi       |     |     |
| Rezerve:        |    |                       |     |     |
| GK              | 18 | Christian Abbiati     |     |     |
| DF              | 24 | Martin Laursen        |     |     |
| DF              | 25 | Roque Júnior          |     | 66' |
| MF              | 17 | Cristian Brocchi      |     |     |
| MF              | 23 | Massimo Ambrosini     |     | 87' |
| MF              | 27 | Serginho              |     | 71' |
| FW              | 11 | Rivaldo               |     |     |
| Antrenor:       |    |                       |     |     |
| Carlo Ancelotti |    |                       |     |     |

| Omul meciului: Paolo Maldini (Milan) Arbitru: Wolfgang Stark Asistenți:' Christian Schräer Heiner Müller |